# Powiat nowotarski (Galicja)
Powiat nowotarski – dawny powiat kraju koronnego Królestwo Galicji i Lodomerii, istniejący w latach 1867–1918.
Siedzibą c.k. starostwa był Nowy Targ. Powierzchnia powiatu w 1879 roku wynosiła 14,4615 mil kw. (832,11 km²), a ludność 66 333 osoby. Powiat liczył 76 osad, zorganizowanych w 74 gminy katastralne.
Na terenie powiatu działały 2 sądy powiatowe – w Nowym Targu i Krościenku.

## Starostowie powiatu
- Józef Schowal[1]
- Franciszek Steuer (1871–1882)
- Jan Orobkiewicz (1890)
- Tadeusz Czarkowski-Golejewski (1893–1894)
- Kazimierz Głowiński (podczas I wojny światowej)[2]

## Komisarze rządowi
- Norbert Lorsch (1867)
- Ernest Hoszard (1871–1879)
- Gwido Battaglia (1882)
- Wiktor Zaczkiewicz (1890)

## Rada powiatowa w Nowym Targu

### Prezesi Wydziałów
- Adolf Przerwa-Tetmajer (m.in. w 1874[3])